# Bandidus congestus
Bandidus congestus är en insektsart som först beskrevs av Gerstaecker 1885.  Bandidus congestus ingår i släktet Bandidus och familjen myrlejonsländor. Inga underarter finns listade i Catalogue of Life.